# ニコラス・ウィリアムズ (初代準男爵)
初代準男爵サー・ニコラス・ウィリアムズ（英語: Sir Nicholas Williams, 1st Baronet、1681年 – 1745年7月19日）は、グレートブリテン王国の庶民院議員。

## 生涯
サー・ライス・ウィリアムズ（Sir Rice Williams、1694年没）と2人目の妻メアリー・ヴォーン（Mary Vaughanジョン・ヴォーンの娘）の長男として、1681年に生まれた。1698年にイートン・カレッジで教育を受けた後、1699年6月11日にケンブリッジ大学クイーンズ・カレッジに入学、同年11月27日にインナー・テンプルに入学した。1705年に弁護士資格免許を得た後、1707年7月30日に準男爵に叙された。
1722年イギリス総選挙でカーマーゼンシャー選挙区から出馬、同じくホイッグ党の候補であるエドワード・ライス（Edward Rice）と激しく競争した。第3代ボルトン公爵チャールズ・ポーレットは同年3月にウィリアムズへの手紙でライス支持を表明するとともに、ウィリアムズに立候補取りやめを求め、代償として次の総選挙での支持を提示したが、ウィリアムズが立候補を取りやめることはなく、4月の投開票ではライスが593票、ウィリアムズが588票でライスが当選した。しかし、ウィリアムズは選挙申し立てをし、1724年12月にウィリアムズの当選が裁定された。議会では常にロバート・ウォルポール政権を支持し、1734年に年報500ポンドの法律職を得た。1735年から1740年までカーマーゼンシャー統監とカーマーゼンシャー首席治安判事を務めた。1742年にウォルポール内閣が倒れると、代わって成立したカートレット内閣を支持した。
1745年7月19日、議員在職のまま死去した。後継者がおらず準男爵位は断絶、遺産は弟トマスの娘アラベラ（Arabella）が継承した。アラベラは初代準男爵サー・ジェームズ・ハムリンと結婚し、2人の息子で父の準男爵位を継承したジェームズ・ハムリンは1798年にウィリアムズを姓に加えた。

## 家族
1712年6月19日、メアリー・コックス（Mary Cocks、チャールズ・コックスの娘）と結婚したが、子供はもうけなかった。